# Паулінью (футболіст, 1991)
Паулу Сержіу Мота (порт. Paulo Sérgio Mota), більш відомий як Паулінью (порт. Paulinho, нар. 13 липня 1991, Віла-Нова-де-Гайя) — португальський футболіст, захисник клубу «Морейренсі».

## Ігрова кар'єра
Народився 13 липня 1991 року в місті Віла-Нова-де-Гайя. Вихованець клубу «Порту», в академії якого був з 10 до 18 років, після чого потрапив до структури «Лейшойнш». Дебютував у першій команді 15 травня 2011 року в матчі проти Фрімунде (3:1) і загалом за два сезони взяв участь у 30 матчах другого дивізіону Португалії.
Влітку 2012 року підписав трирічний контракт із новачком вищого дивізіону клубом «Морейренсі». Дебютував у Прімейрі 26 листопада в матчі проти столичного «Спортінга» (2:2). Загалом за сезон Паулінью зіграв у 9 іграх чемпіонату, а клуб посів передостаннє 15 місце і вилетів до нижчого дивізіону. Там футболіст став основним гравцем і зігравши у 24 іграх і допоміг команді виграти Сегунду та повернутись в елітний дивізіон, де провів наступний сезон.
2015 року Паулінью перейшов в «Уніан Мадейра», але команда за підсумками першого ж сезону 2015/16 покинула вищий дивізіон, після чого захисник перейшов у «Шавіш», за який грав до 2019 року (з невеликою перервою на виступи у «Бразі» на початку 2017 року), поки і ця команда не вилетіла з елітного дивізіону.
7 червня 2019 року португалець перейшов у грецький АЕК, підписавши дворічну угоду. Станом на 20 жовтня 2020 року відіграв за афінян за 24 матчі в національному чемпіонаті.

## Міжнародна кар'єра
Провів у 2007 році два матчі за збірну Португалії до 16 років.